# Awaous ocellaris
Awaous ocellaris är en fiskart som först beskrevs av Pierre Marie Auguste Broussonet 1782.  Awaous ocellaris ingår i släktet Awaous och familjen smörbultsfiskar. IUCN kategoriserar arten globalt som livskraftig. Inga underarter finns listade.